# Marta Valverde Martín
Marta Valverde Martín (Valladolid, 24 d'agost de 1962) és una actriu i cantant espanyola.

## Biografia
Marta Valverde és filla del cantant Lorenzo Valverde i Ángeles Martín, i germana gran de Loreto Valverde. Té un fill anomenat Blas, de la seva relació amb Blas San José. Va debutar molt jove al cinema, amb la pel·lícula Jane, mi pequeña salvaje (1982), d'Eligio Herrero. En anys successius treballaria a les ordres, entre d'altres, de Mariano Ozores o Paul Naschy.
No obstant això, la seva carrera ha estat més sòlida sobre l'escenari. Des de principis dels anys vuitanta intervé a revistes i comèdies de teatre, com a Revista, revista, siempre revista (1983) de Mariano Torralba i Alfonso Santiesteban, amb Marujita Díaz i Alfonso del Real o Por la calle de Alcalá, amb Esperanza Roy. En televisió va participar en la sèrie El sexólogo (1994), de Mariano Ozores.
Quant a la seva faceta musical, a més de gravar dos discos amb la seva germana Loreto (Caramel i Angelo),
ha rellançat la seva carrera en els últims anys gràcies a la seva veu. L'estiu de 1999 va intervenir en un espectacle anomenat Antología de la zarzuela madrileña Viva Madrid, amb Juanito Navarro i Manuel Codeso; posteriorment ha intervingut en els musicals Cabaret (2003-2004), interpretant Fraulein Kost, Mamma Mia! (2004-2007), en el paper de Tanya o Chicago (2010-2011), com a Mama Morton i l'obra de text Sexo en Nueva York (2007).
Entre els premis rebuts mereix destacar el Premi Nacional de Teatre de 2009 com a millor actriu de musicals pel seu paper a Mamma Mia!. A més, el 2006 va participar en el xou d'impacte de Telecinco Supervivientes: Perdidos en el Caribe. L'estiu de 2013 també va participar en la sèrie de televisió Esposados de Telecinco.

## Filmografia

### Pel·lícules
- ¡Que vienen los socialistas! (1982) com a Marcedes
- Jane, mi pequeña salvaje (1982) com a Elsa.
- Cuando Almanzor perdió el tambor (1984) com a Blanca.
- Playboy en paro (1984) com a Charo.
- Cuatro mujeres y un lío (1985) com a Bárbara.
- Don Cipote de la Manga (1985) com a Campesina.
- Viva la risa (1987) com a Amante.
- Ya no va más (1988) com a Margarita.
- Hacienda somos casi todos (1988) com a Berta.
- Disparate nacional (1990) com a Zorita.
- Superagentes en Mallorca (1990) com a Marta.
- La noche del ejecutor (1992) com a Lola.
- La hermana (1997) com a Teresa.
- ¡Ja me maaten...! (2000) com a Sra. de Gamero.
- Autoréplica (2013) com a Greta.

### Teatre
- Por la calle de Alcalá (1983)
- Revistas, revistas, siempre revistas (1983)
- Barnum (1984)
- La venganza de la Petra (2002)
- Cabaret (2003-2004)
- Mamma Mia! (2004-2011)
- Sexo en Nueva York (2007)
- El Diario de Ana Frank, un canto a la vida (2008)
- Quisiera ser (2009)
- Chicago, el musical (2011-2012)
- ¿Hacemos un trío? Algo más que un musical... (2013-2014)
- Cosas de papá y mamá (2016)